# Caloptilia nobilella
Caloptilia nobilella is een vlinder uit de familie mineermotten (Gracillariidae). De wetenschappelijke naam is voor het eerst geldig gepubliceerd in 1942 door Klimesch.
De soort komt voor in Europa.